# Khadi
Khadi (auch Khaddar; Devanagari: खादी, khādī; arabische Urdu-Schrift: کھڈی bzw. کھدر) bezeichnet üblicherweise handgesponnene Produkte aus Baumwolle.
Khadi ist Indiens handgesponnene und handgewebte Kleidung. Der Rohstoff zur Herstellung kann Baumwolle, Seide oder Wolle sein und wird auf einem Spinnrad namens Charkha verarbeitet.
Khadi ist ein vielseitiger Stoff, kühl im Sommer und warm im Winter. Weil das Material viel gröber ist als andere Webstoffe, zerknittert es leicht und wird deshalb häufig gestärkt, um das Aussehen zu verbessern.
In den 1920er Jahren begann Mohandas Gandhi, das Spinnen von Khadi zu propagieren. Zum einen sollte es der landwirtschaftlichen Bevölkerung die Möglichkeit zur Selbstversorgung bieten, zum anderen sollte Khadi-Stoff die ausländischen Stoffprodukte verdrängen. Gandhi selbst kleidete sich ausschließlich mit Khadi. Auch die Flagge Indiens wird ausschließlich aus Khadi hergestellt.